# Cécile Guillard
Cécile Guillard est une dessinatrice de bande dessinée française née le 2 septembre 1994 à Marseille.

## Biographie
Cécile Guillard obtient en 2015 le diplôme en illustration à l'école Estienne puis, en 2019, elle termine la formation en animation à l'école des Gobelins. Ses influences sont Moebius, Blutch, Christophe Blain et Benjamin Flao.
Elle s'associe avec l'écrivain François Bégaudeau, qui écrit pour elle le scénario d'Une vie de moche (Marabout), paru en 2019. Elle opte pour un dessin à l'encre et à l'aquarelle, ainsi que le brou de noix. La bande dessinée retrace la vie d'un personnage fictif, Guylaine, qui est considérée comme peu attirante dès l'enfance ; il s'agit d'une œuvre féministe avec une tonalité humoristique et qui se conclut par « la belle histoire d’une rébellion vitale contre les diktats de la beauté ». Le trait de Guillard présente, selon L'Obs, une « touche ondoyante, vaporeuse ». Lors du festival de la Bulle d'or à Brignais en 2019, Une vie de moche remporte le prix Album d'Or.
Sur des textes des journalistes Pierre Bonneau et Gaspard d'Allens, Cécile Guillard dessine Cent mille ans. Bure ou le scandale enfoui des déchets nucléaires, paru en 2020 (La Revue dessinée - Seuil). Il s'agit d'une  bande dessinée de reportage de 128 planches sur le projet de stockage des déchets nucléaires par l'Agence nationale pour la gestion des déchets radioactifs à Bure, dans la Meuse, ainsi que les stratégies pour réprimer les opposants et instaurer « la fabrique du consentement ». Pour L'Obs, « le trait est à la fois précis et puissant, et les données techniques ou économiques sont présentées avec beaucoup de créativité graphique ». Le Figaro estime que la mise en images est « claire et vibrante ». L'ouvrage fait partie de la sélection pour le prix France Info 2021.

## Œuvres
- Une vie de moche, scénario de François Bégaudeau, Marabout, coll. Marabulles, 2019  (ISBN 9782501122429)
- Cent mille ans. Bure ou le scandale enfoui des déchets nucléaires, textes de Pierre Bonneau et Gaspard d'Allens, La Revue dessinée - Seuil, 2020  (ISBN 978-2-02-145982-1).